# زاهارا روبین

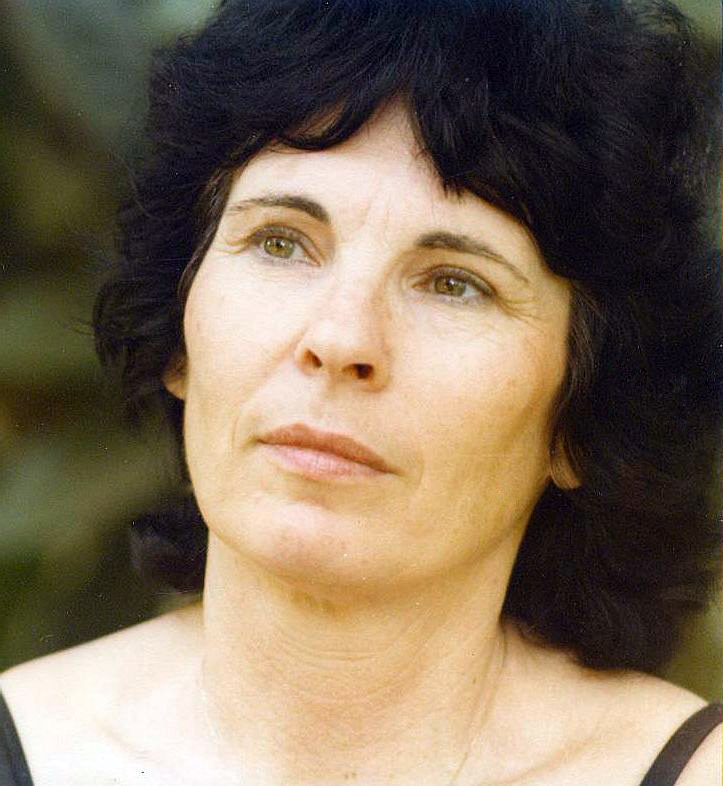
زاهارا روبین

زاهارا روبین (عبری: זהרה רובין‎) (زادهٔ ۱۹۳۲) نقاش و تندیسگر اسرائیلی است. پیکره‌های برنزی او مسائلی چون بلوغ، زنانگی، و فرزند پروری را نشان می‌دهند.

## زندگی
زاهارا روبین در ۱۹۵۰ میلادی از دبیرستانی در کیبوتص فارغ‌التحصیل شد. او تندیسگری را نزد یاکُو اپستاین آموخت. روبین مادر چهار فرزند است.

## جایزه‌ها
- جایزهٔ وزیران آموزش و فرهنگ برای مدرسان هنر، ۱۹۷۲ میلادی
- جایزهٔ بنیاد هاواتزلت برای پیکره‌ها، ۱۹۷۶ میلادی
- جایزهٔ شورای درهٔ اردن برای هنر، ۱۹۷۷ میلادی

## نگارخانه

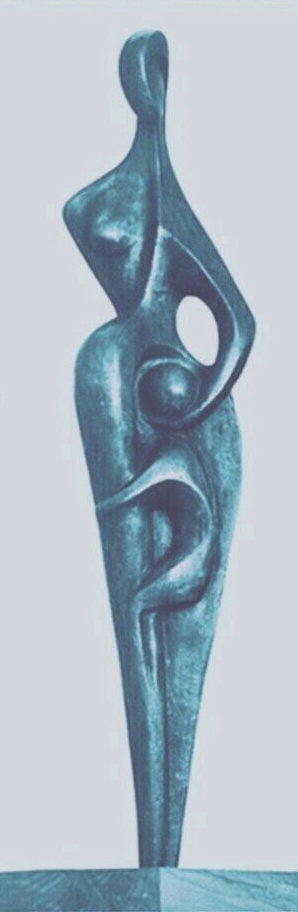
مادر و پسر
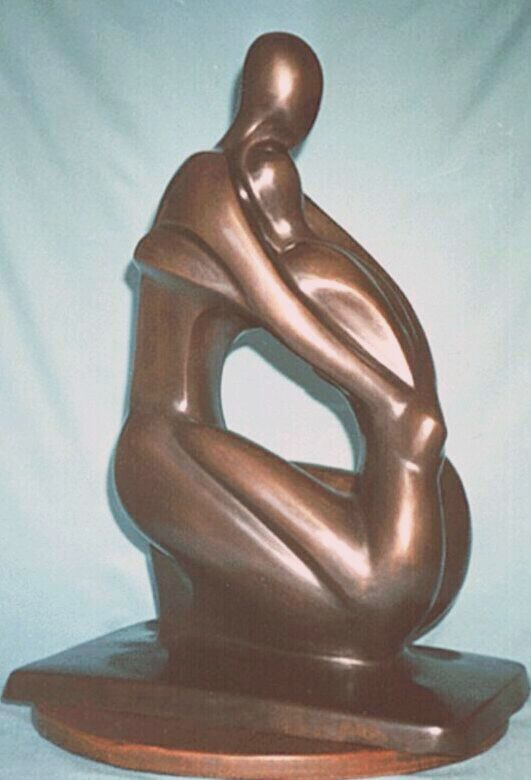
یک زوج
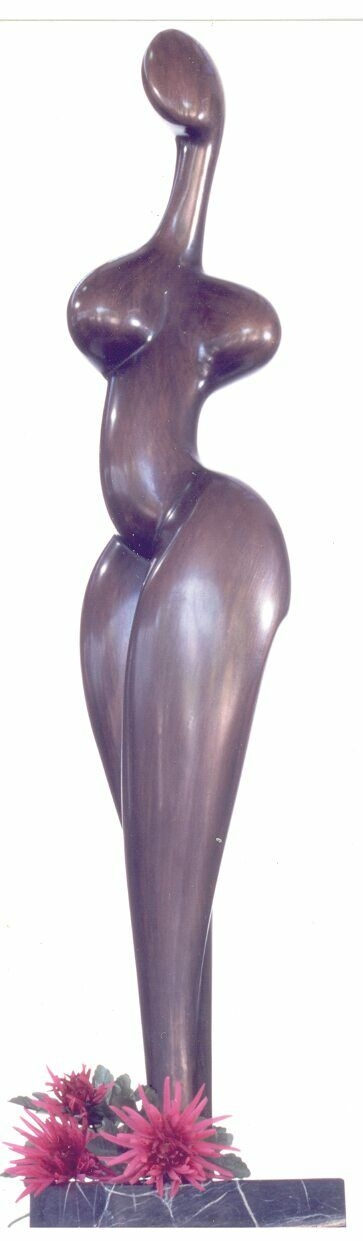
دختر ایستاده